# فيليب بست
فيليب بست (بالإنجليزية: Philip Best)‏ هو موسيقي بريطاني، ولد في 1968.

## وصلات خارجية
- فيليب بست على موقع ميوزك برينز (الإنجليزية)
- فيليب بست على موقع ديسكوغز (الإنجليزية)